# Curelius dilutus
Curelius dilutus is een keversoort uit de familie harige schimmelkevers (Cryptophagidae). De wetenschappelijke naam van de soort werd in 1883 gepubliceerd door Edmund Reitter.